# Noworaitschichinsk
Noworaitschichinsk (russisch Новорайчи́хинск) ist eine Siedlung städtischen Typs in der Oblast Amur (Russland) mit 1214 Einwohnern (Stand 1. Oktober 2021).

## Geographie
Die Siedlung Ort liegt gut 150 km Luftlinie ostsüdöstlich des Oblastverwaltungszentrums Blagoweschtschensk und gut 10 km westlich von Raitschichinsk im Hügelland, das die Seja-Bureja-Ebene im Osten begrenzt. Sie befindet sich am rechten Ufer der Kiwda, eines rechten Nebenflusses der Bureja.
Noworaitschichinsk gehört zum Stadtkreis Progress und ist von dessen Verwaltungssitz, der Siedlung städtischen Typs Progress, knapp 10 km in nordwestlicher Richtung entfernt.

## Geschichte
Der Ort wurde 1946 im Raitschichinsker Kohlebergbaugebiet als Bergarbeitersiedlung gegründet. 1956 erhielt er den Status einer Siedlung städtischen Typs. Der Name bedeutet „Neu-Raitschichinsk“ und bezieht sich auf das 1932 gegründete und seit 1944 Stadtrecht besitzende Raitschichinsk. Seit seinem Höhepunkt in den 1940er- bis 1960er-Jahren erlebte der Kohlebergbau einen kontinuierlichen Rückgang, insbesondere ab Anfang der 1990er-Jahre, und in Folge sank die Einwohnerzahl des Ortes erheblich. Nachdem Noworaitschichinsk zunächst der Verwaltung des Stadtsowjets Raitschichinsk unterstellt war, wurde es im Rahmen der Verwaltungsreform in Russland 2005 mit Progress in einen eigenständigen Stadtkreis ausgegliedert.

### Bevölkerungsentwicklung
| Jahr | Einwohner |
| ---- | --------- |
| 1959 | 7052      |
| 1970 | 5865      |
| 1979 | 4370      |
| 1989 | 3756      |
| 2002 | 2948      |
| 2010 | 2143      |
| 2021 | 1214      |

Anmerkung: Volkszählungsdaten

## Verkehr
Südwestlich der Siedlung führt die Regionalstraße R461 Blagoweschtschensk – Raitschichinsk – Progress – Nowobureiski vorbei. Beim Ort lag die Bahnstation Wostotschny Otrog an einer in den 1990er-Jahren stillgelegten und abgebauten Zweigstrecke (nur Güterverkehr), die in Progress von der Strecke Bureja (an der Transsibirischen Eisenbahn) – Raitschichinsk abzweigte.